# L'Anse-au-Clair
L'Anse-au-Clair is een gemeente (town) in de Canadese provincie Newfoundland en Labrador. De gemeente ligt aan de Straat van Belle Isle in het uiterste zuiden van de regio Labrador.

## Geschiedenis
In 1970 werd het dorp een gemeente met de status van local government community (LGC). In 1980 werden LGC's op basis van The Municipalities Act als bestuursvorm afgeschaft. De gemeente werd daarop automatisch een community om een aantal jaren later uiteindelijk een town te worden.

## Geografie
L'Anse-au-Clair ligt op drie kilometer van de grens met de provincie Québec en is het meest zuidelijk gelegen dorp van de regio Labrador. De plaats ligt langsheen Route 510, het zuidelijke gedeelte van de Trans-Labrador Highway, tussen de plaatsen Blanc-Sablon (Québec) en Forteau. Het bevindt zich in de kustregio Labrador Straits.

## Demografie
Tussen 1986 en 2011 kende L'Anse-au-Clair een dalende demografische trend. De bevolkingsomvang daalde in die periode van 279 naar 192, wat neerkomt op een daling van 87 inwoners (-31,2%) in 25 jaar tijd. Sindsdien is er opnieuw een geleidelijke aangroei.
| Demografische ontwikkeling van L'Anse-au-Clair tussen 1951 en 2021         |
| -------------------------------------------------------------------------- |
|                                                                            |
| Bron: Statistics Canada (1951–1986, 1991–1996, 2001–2006, 2011–2016, 2021) |

### Taal
In 2016 hadden 210 (97,7%) inwoners van L'Anse-au-Clair het Engels als moedertaal; alle anderen waren die taal machtig. De gemeente telde slechts tien Franstalige inwoners (4,7%), waarvan de helft de taal als moedertaal had.